# Fra Broadway til Sing-Sing
Fra Broadway til Sing-Sing er en amerikansk stumfilm fra 1923 af Kenneth Webb.

## Medvirkende
- Mildred Harris som Susie LaMotte
- Charles Emmett Mack som John Browning
- Clara Bow som Mary
- Mary Carr som Mrs. Browning
- Joe King som Jim Moran
- Tyrone Power Sr. som James LaMotte